# Оксид-иодид плутония(III)
Оксид-иодид плутония(III) — неорганическое соединение,
оксосоль плутония и иодистоводородной кислоты
с формулой PuOI,
зелёные кристаллы,
не растворяется в воде.

## Получение
- Пропускание иодоводорода через нагретый оксид плутония(IV):

{\displaystyle {\mathsf {2PuO_{2}+4HI\ {\xrightarrow {750^{o}C}}\ 2PuOI+2H_{2}O+I_{2}}}}

## Физические свойства
Оксид-иодид плутония(III) образует тёмно-зелёные кристаллы
тетрагональной сингонии,

параметры ячейки a = 0,4034 нм, c = 0,9151 нм, Z = 2,
структура типа PbClF.
Не растворяется в воде.